# The Settlers: Heritage of Kings
The Settlers: Heritage of Kings (неофіційна назва The Settlers V) — п'ята частина з серії The Settlers, комп'ютерних ігор жанру стратегії реального часу. У Heritage of Kings розробники відмовилися від використання звичайної моделі гри, яка існувала у всіх іграх серії. Хоча основна ідея залишилася та ж.
У порівнянні з The Settlers IV, в грі додалося безліч елементів геймплея, схожих з грою Cossacks: European Wars (квадратні кнопки і управління мишею). Але попри це, в Heritage of Kings збереглися основні характеристики класичного ігрового процесу The Settlers.

## Сюжет

### Дія
Головний герой — молодий чоловік на ім'я Даріо. В один прекрасний день приховане в долині з єдиним перевалом село Тальгрунд, де Даріо живе з дитинства, піддається нападу зловісних Чорних лицарів. Даріо очолює ополчення і викидає негідників з долини. До нього доходять чутки, що деякі інші села також піддалися нападу Чорних лицарів, і що серед них є і те, де проживала матінка Даріо.
З невеликим загоном герой проривається в село до матері і застає її присмерті. Перед смертю мати відкриває йому таємницю, яка давно зберігалася: Даріо — насправді син короля колись існуючої Імперії, роздробленої на частини військом Чорних лицарів на чолі з генералом Кербером, правою рукою Мордреда.
Тоді Даріо береться за нелегку задачу: він вирішив відновити Імперію, для чого слід об'єднати розрізнені фортеці, кожна з яких тепер є центром однієї з областей, на які розпалася колись велика держава. Поступово навколо Даріо збирається команда відданих соратників: друг дитинства Ерек, що є командувачем армією Кроуфорда; дядько Даріо — Геліас: священик і спритний дипломат; Арі, колишня злодійка (а в майбутньому — наречена Даріо); шахтар і неперевершений знавець вибухівки Пілігрим і східний вчений Салім, алхімік при дворі короля Фольклунга (однієї з фортець, яка є центром областей).
Даріо зустрічається з правителями всіх областей: частіше йому вдається мирно переконати їх приєднатися до його задуму (обов'язково позбавивши область від проблем найрізноманітнішого характеру, будь то орди варварів, обложників замку, брак коштів на реставрацію старовинного собору або багаторічна посуха), хоча іноді доводиться діяти силою, виганяючи можновладців з їхніх земель (у разі зіткнення з тиранією або віроломством).
Поблизу колишньої столиці Імперії, Замку Старого Короля, Даріо з соратниками захоплює в полон генерала Кербера, який виявляється сином Геліаса і двоюрідним братом Даріо. Кербер вельми переконливо змальовує каяття і вмовляє героїв взяти його в союзники. Однак незабаром він зраджує їх, вислизає в замок свого повелителя Мордреда, де розправляється з ним і стає новим Командиром Темних Орд. Але Даріо з соратниками, за якими стоїть міць знову об'єднаної Імперії, розтрощує орди Чорних лицарів, вщент розбиває Кербера і стає новим імперським королем.

### Персонажі
- Даріо — головний герой всієї історії.
- Ерек — найкращий друг Даріо, майстер-мечник.
- Геліас — дядько Даріо.
- Арі — розбійниця, наречена Даріо.
- Пілігрим — шахтар, походить з сім'ї, яка добуває сірку.
- Салім — східний учений і алхімік.
- Леонардо — мудрий інженер, що допомагає Даріо.
- Марі де Мортіше — правителька графства Кале. Знаходиться в союзі з Кербером і намагається погубити Даріо, коли той прибуває до Кале.
- Кербер — двоюрідний брат Даріо. Протягом всієї гри два брати ведуть запеклу боротьбу між собою, але врешті-решт Даріо заганяє Кербера в головну фортецю зла Евеланс, тримає в облозі її, а сам Кербер стрибає в чорну прірву і зникає. Хоча багато хто думає, що Кербер гине після цього, темний лицар насправді вижив, і оселився в болотах, після чого почав виношувати нові мерзенні плани.
- Мордред — жодного разу не вступав у бій, лише посилав своїх солдатів за головою Даріо. Зрештою Кербер вбив Мордреда і став новим правителем Евеланса.

## Ігровий процес
Геймплей гри серйозно змінився за рахунок 2 речей.
- За рахунок нововведення:

1. З'явилася зміна пір року, яка стала грати певну роль. (Під час дощу стрільці завдають меншої шкоди, навесні тане лід, який може стати причиною гибелі загонів.)
2. У грі з'явилися герої, що значно перевершують по силі рядових юнітів та володіють спеціальними навичками. Наприклад, священик Хіліас, переманює ворожі загони, а Арі вміє ховатися й непомітно пересуватися.

- За рахунок відмови від багатьох елементів ігрової серії:

1. Зникли носильники, натомість матеріали і товари надходять на склад автоматично, відразу після їх отримання.
2. Багато будинків позбулися своїх функцій.
3. Ресурсно-товарні ланцюжки серйозно спростилися.
4. Перетинати водні перешкоди можна лише взимку, коли річки покривалися льодом.[8]

## Додатки
До гри було випущено 2 додатки:
- The Settlers: Heritage of Kings — Expansion Disc
- The Settlers: Heritage of Kings — Legends Expansion Disc

Вони додають нових персонажів і дають можливість зіграти за інших героїв ігрової компанії.

## Продажі
The Settlers: Heritage of Kings за п'ять тижнів розійшлася на території Німеччини накладом в 220 000 копій, всього у світі було куплено 5 млн копій гри.

## Оцінки й відгуки
Гра отримала змішаний прийом у західних критиків. Metacritic, ґрунтуючись на 29 рецензіях, дав грі 58%.
Найбільший російський портал ігор Absolute Games поставив грі 77%. Оглядач зазначив якісний ігровий процес гри і красиву графіку. До недоліків були віднесені слабкий сюжет і відмова гри від багатьох елементів серії. Вердикт: "Комусь гра сподобається, комусь — ні, але, в будь-якому випадку, шукати тих самих ніколи не сумуючих чоловічків, що з однаковим ентузіазмом тягали на плечі колоди, рубали вугілля і розмахували мечами, я не раджу. Даремне заняття. Тільки настрій зіпсуєте."
Ігроманія поставила грі 8.0 балів з 10-ти, зробивши такий висновок: "Нехай слово The Settlers не введе вас в оману. Heritage of Kings не має абсолютно нічого спільного з усіма попередніми іграми серіалу. А ось на жаль чи на щастя — визначиться самі.".
Країна Ігор поставила грі 8.0 з 10-ти балів.